# Upper Miramichi
Upper Miramichi est une communauté rurale canadienne située à la fois dans le comté de Northumberland et le comté d'York, au centre du Nouveau-Brunswick.

## Toponyme
Upper Miramichi (Haut-Miramichi) est nommé ainsi d'après sa position dans la haute vallée du fleuve Miramichi. Ce nom provient du Micmac Lustagoocheech, qui signifie bonne petite rivière.
La communauté rurale comprend le village de Boiestown ainsi que les hameaux de Amostown, Astle, Bettsburg, Big Hole Brook, Bloomfield Ridge, Carrolls Crossing, Gordon Vale, Hayesville, Holtville, Ludlow, McGivney, McNamee, Nelson Hollow, New Bandon, O'Donnells, Parker Ridge, Porter Brook, Porter Cove, Priceville et Taxis River. Bantalor, Clearwater, Hickey et North Cains sont des points ferroviaires. Averys Portage a disparu.

## Géographie
Boiestown, le principal village, est situé à 70 kilomètres de route au nord de Fredericton et à 106 km au sud-ouest de Miramichi.
Upper Miramichi est limitrophe de la paroisse de Southesk au nord, de la paroisse de Blissfield, de Doaktown et à nouveau de la paroisse de Blissfield à l'est, de la paroisse de Maugerville au sud-est ainsi que de la paroisse de Stanley au sud et à l'ouest.

## Démographie
(septembre 2024).
| 2011  | 2016  |
| ----- | ----- |
| 2 373 | 2 218 |

## Histoire
Boiestown est fondé en 1821 par Thomas Boies et d'autres américains. L'établissement prospère avant même la construction du chemin de fer.
En 1825, Upper miramichi est touché par les Grands feux de la Miramichi, qui dévastent entre 10 000 km2 et 20 000 km2 dans le centre et le nord-est de la province et tuent en tout plus de 280 personnes,.
Campbelltown Settlement, désormais une partie de Bloomfield Ridge, est fondé en 1834 par la New Brunswick and Nova Scotia Land Company sur des terres achetées aux Cunard de Miramichi; le village est peuplé principalement par des colons originaire de la vallée de la Miramichi. Bloomfield Ridge est fondé vers 1842 par la New Brunswick and Nova Scotia Land Company et peuplé principalement par des immigrants britanniques, auxquels s'ajoutent des gens de Boiestown et des environs. Pleasant Ridge est fondé vers 1878 grâce à la Free Grants Act (Loi sur les concessions gratuites), à la suite de l'expansion des localités environnantes.
L'école élémentaire Upper Miramichi est inaugurée en 1965 et l'Académie Central New Brunswick ouvre ses portes en 2010. Upper Miramichi est constitué en municipalité le 17 mars 2008.
Lors de la réforme municipale du 1er janvier 2023, les limites sont conservées.

## Économie
Entreprise Miramichi, membre du Réseau Entreprise, a la responsabilité du développement économique.

## Administration
(septembre 2024).
Le 3 décembre 2007, un plébiscite a été organisé au district de services locaux d'Upper Miramichi. Les électeurs se sont montrés en faveur de la proposition, soit de constituer le DSL en communauté rurale. Le Règlement du Nouveau-Brunswick 2008-37, déposé le 17 mars 2008 créa la nouvelle municipalité. Les premières élections eurent lieu le 12 mai 2008,,.

### Conseil municipal
Le conseil municipal est formé d'un maire et de quatre conseillers de quartier. Upper Miramichi est en effet divisé en quatre quartiers pour des fins administratives.
Le conseil municipal actuel est élu lors de l'élection quadriennale du 10 mai 2016.
Anciens conseils municipaux
Le conseil municipal précédent est élu lors de l'élection quadriennale du 14 mai 2012. Le second dépouillement du 23 mai suivant confirme l'élection du conseiller M. A. Douglas Munn face à Wesley M. Gullison.
| Mandat      | Fonctions               | Nom(s)             |
| ----------- | ----------------------- | ------------------ |
| 2012 - 2016 | Maire                   | M. A. Douglas Munn |
| 2012 - 2016 | Conseillers de quartier |                    |
| 2012 - 2016 | #1                      | Keith E. Clowater  |
| 2012 - 2016 | #2                      | Grant Ross         |
| 2012 - 2016 | #3                      | Chad P. D. Davis   |
| 2012 - 2016 | #4                      | Dustin M. Munn     |

| Mandat      | Fonctions               | Nom(s)                  |
| ----------- | ----------------------- | ----------------------- |
| 2008 - 2012 | Maire                   | Scott Ernest Clowater   |
| 2008 - 2012 | Conseillers de quartier |                         |
| 2008 - 2012 | #1                      | Keith Clowater          |
| 2008 - 2012 | #2                      | Grant Ross              |
| 2008 - 2012 | #3                      | Gary E. Fowler          |
| 2008 - 2012 | #4                      | Douglas Michael A. Munn |

|  | Indépendant | 2008-2012     | Scott Ernest Clowater |
|  | Indépendant | 2012-en cours | M. A. Douglas Munn    |

### Représentation et tendances politiques
Upper Miramichi est membre de l'Union des municipalités du Nouveau-Brunswick.
 Nouveau-Brunswick: Upper Miramichi fait partie de la circonscription provinciale de Miramichi-Ouest, qui est représentée à l'Assemblée législative du Nouveau-Brunswick par Mike Dawson, du Parti progressiste-conservateur. Il fut élu pour la première fois lors d'une élection partielle en 2022.
 Canada: Upper Miramichi fait partie de la circonscription électorale fédérale de Miramichi—Grand Lake, qui est représentée à la Chambre des communes du Canada par Jake Stewart, du Parti conservateur. Il fut élu lors de la 44e élection fédérale, en 2021.

## Vivre à Upper Miramichi

### Éducation
Boiestwon compte trois écoles publiques anglophones faisant partie du district scolaire #18. Les élèves fréquentent tout d'abord l'école élémentaire Upper Miramichi de la maternelle à la 5e année avant d'aller à l'école Upper Miramichi Regional jusqu'en 12e année. Le Nova Learning Center est une école alternative accueillant les élèves de la 9e à la 12e année. Il y a une bibliothèque publique en milieu scolaire, qui se trouve à l'école secondaire Upper Miramichi.
La communauté rurale est incluse dans le territoire du sous-district 10 du district scolaire Francophone Sud. Les écoles francophones les plus proches sont à Fredericton alors que les établissements d'enseignement supérieurs les plus proches sont dans le Grand Moncton.

### Autres services publics
Boiestown possède un poste d'Ambulance Nouveau-Brunswick, une caserne de pompiers et un foyer de soins agréés, la Central New Brunswick Nursing Home. Il y a un bureau de poste à Boiestown et un autre à Ludlow. Les détachements de la Gendarmerie royale du Canada les plus proches sont à Doaktown ou à Stanley.
Les anglophones bénéficient des quotidiens Telegraph-Journal, publié à Saint-Jean, et The Daily Gleaner, publié à Fredericton. Ils ont aussi accès au bi-hebdomadaire Bugle-Observer, publié à Woodstock. Les francophones ont accès par abonnement au quotidien L'Acadie nouvelle, publié à Caraquet, ainsi qu'à l'hebdomadaire L'Étoile, de Dieppe.

### Religion
Upper Miramichi compte une dizaine de lieux de cultes chrétiens. Il y a également une église presbytérienne et une église méthodiste wesleyenne à Doaktown. Pour les anglicans, le territoire est compris dans le diocèse de Fredericton alors que pour les catholiques, il est compris dans le diocèse de Saint-Jean.

## Culture

### Architecture et monuments
Un pont couvert traverse le ruisseau Bett Mill, à Nelson Hollow. Le pont a une longueur de 16,9 mètres et fut construit en 1900, faisant de lui le plus ancien du Nouveau-Brunswick. Le pont est fermé au trafic automobile.
Cinq attractions de bord de route sont recensées à Boiestown, soit trois sculptures de bois, dont deux représentant un bûcheron et une troisième un pêcheur, une niveleuse à traction hippomobile et une machine à vapeur de marque Peerless.

### Langues
Selon la Loi sur les langues officielles, Upper Miramichi est officiellement anglophone puisque moins de 20 % de la population parle le français.

### Musée
Le Musée des bûcherons du centre du Nouveau-Brunswick est situé à Boiestown.

### Upper Miramichi dans la culture
Boiestown est mentionné dans Peter Emberley, l'une des chansons folkloriques les plus populaires des Maritimes, qui raconte l'histoire de ce prince-édouardien mort dans un accident au village. Le village est aussi le sujet de la chanson Duffy's Hotel.